# Thomson (Georgia)
Thomson ist eine City im US-Bundesstaat Georgia und der County Seat des McDuffie County. Sie hat 7339 Einwohner (Stand: 2019) und ist Teil der Metropolregion Augusta.

## Geschichte
Thomson, ursprünglich Slashes genannt, wurde 1837 als Depot an der Georgia Railroad gegründet. Es wurde 1853 nach dem Eisenbahnbeamten John Edgar Thomson umbenannt. Im Jahr 1870 wurde Thomson zum Sitz des neu gegründeten McDuffie County ernannt. Thomson wurde 1854 als Gemeinde gegründet und 1870 zur Stadt erhoben.
Das Old Rock House wurde 1785 erbaut und gilt als eines der ältesten dokumentierten Häuser Georgias, das in seiner ursprünglichen Form erhalten ist. Erbaut von Thomas Ansley, soll das Haus das Zuhause der Vorfahren des ehemaligen Präsidenten Jimmy Carter sein.

## Demografie
Nach der Schätzung von 2019 leben in Thomson 6528 Menschen. Die Bevölkerung teilte sich im selben Jahr auf in 40,6 % Weiße, 52,9 % Afroamerikaner, 0,5 % Asiaten und  3,6 % mit zwei oder mehr Ethnizitäten. Hispanics oder Latinos aller Ethnien machten 2,6 % der Bevölkerung aus. Das mittlere Haushaltseinkommen lag bei 29.367 US-Dollar und die Armutsquote bei 22,6 %.

## Persönlichkeiten
- Lawrence Shields (1894–1976), Politiker
- Blind Willie McTell (1898 oder 1901–1959), Bluesmusiker
- Millie Jackson (* 1944), Sängerin
- Malik Moore (* 1976), Basketballspieler
- Chris Crenshaw (* 1982), Jazzmusiker